# 亚美尼亚经济

亚美尼亚出口产品

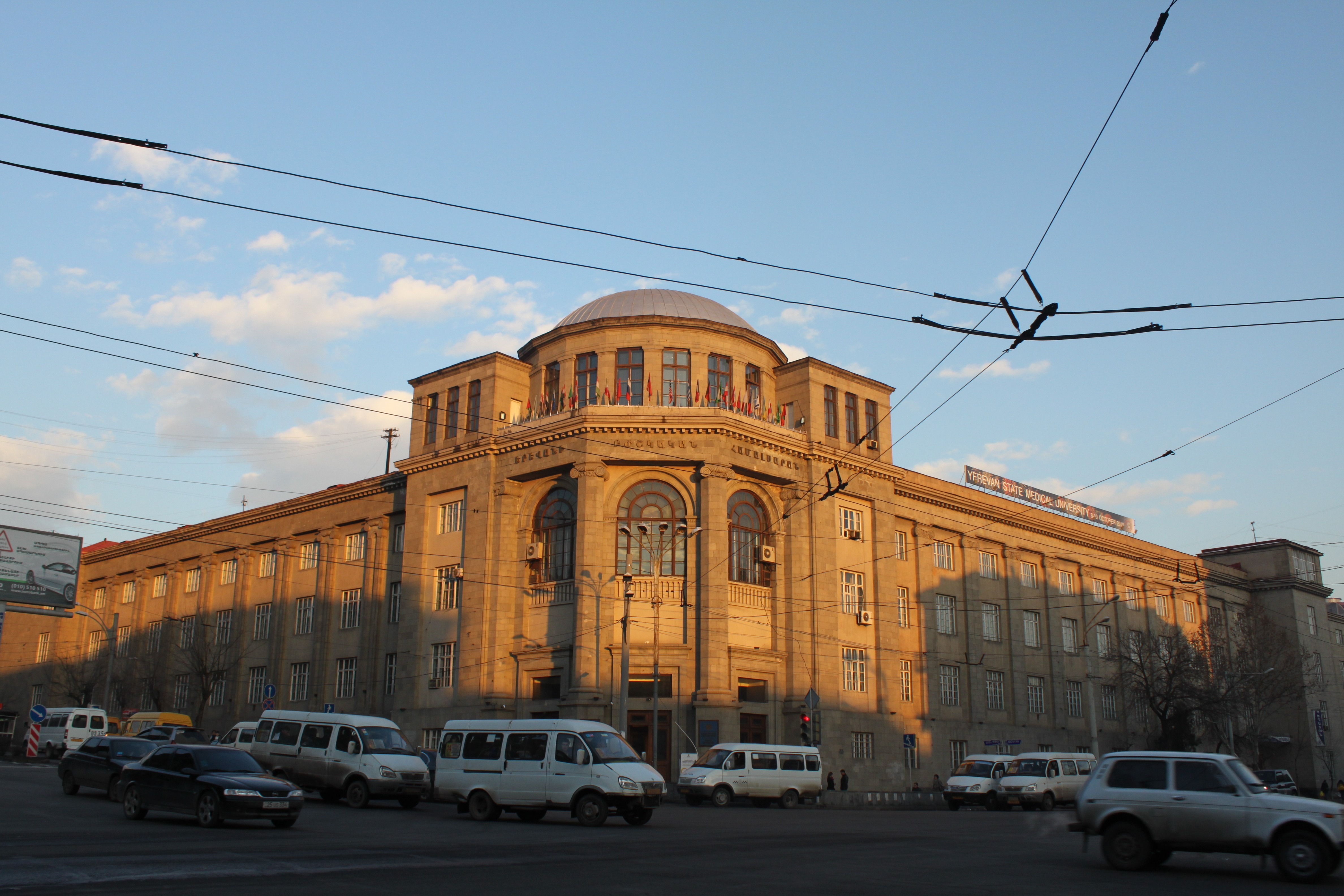
醫學研究院

亞美尼亞是前蘇聯中人口第二密集的國家。獨立前，亞美尼亞經濟主要以工業為主，如化工、電子、機械、食品加工、合成橡膠及紡織業，並且高度依賴外部資源。亞美尼亞的主要電力供應來自水電。
1991年蘇聯解體前，亞美尼亞的農業僅佔原料生產淨值（net material product）的20%，以及10%的就業人口。亞美尼亞礦業產出了銅、錫、金及鉛。主要能源燃料是從俄羅斯進口，包括天然氣及核燃料（供一座核能電廠使用），國內資源以水力發電為主。亞美尼亞有少量的煤、天然氣及石油，但尚未開採。
亞美尼亞獨立後，由於與前蘇聯國家經濟聯繫中斷，其後又遭阿塞拜疆、土耳其封鎖，經濟一路下滑。2000年起有所回升。2002年12月加入世界貿易組織。2004年經濟快速增長，國內生產總值增幅達10.1%。2005年，進一步推進企業私有化，大力吸引外資，有效保持了經濟增長勢頭。2005年前三個季度國內生產總值為31億美元，同比增長11.6%。

## 历史

### 16世纪
在奥斯曼帝国时代，原本生活在高加索地区阿拉斯河流域的亚美尼亚商人从濒临地中海的伊斯坦布尔等港口城市出海，前往意大利的威尼斯和里窝那。到16世纪60年代，东至印度北部的阿格拉、西到荷兰的阿姆斯特丹，亚美尼亚商人都设有据点，从事丝绸、宝石、工艺品等商品的国际贸易。

### 17世纪
17世纪初叶，萨法维帝国国王阿巴斯一世强迫阿拉斯河流域的亚美尼亚商人迁移至新建的首都伊斯法罕，给予他们特权，令其从事波斯特产的丝绸贸易。17世纪晚期，他们开始与英国东印度公司合作。1688年，亚美尼亚驻伦敦社区的代表和英国东印度公司签订了协议，规定亚美尼亚商人在将商品运往欧洲时，只使用英国东印度公司的船只。作为回报，亚美尼亚人可以在东印度公司在亚洲的所有据点建房并从事贸易，而且可以建立教会并举行宗教仪式。在这之后，在英国东印度公司和英国人进驻的广州、槟城、新加坡、香港等地，都能看到亚美尼亚人的身影。

## 農業
主要經濟作物是葡萄和其他水果，也種植一些小麥、捲心菜和馬鈴薯。

## 工業
有有色冶金、化學和機器製造等部門，食品工業也較發達。

## 服務業
1990年代以來服務行業蕭條。近年在整體經濟恢復的帶動下，服務行業有所發展。
亞美尼亞旅遊業發展較快。2004年旅遊人數達26.27萬，較上年增長27.5％。旅遊業收入為2.1億美元，佔GDP的5.9%。主要旅遊景點有首都葉里溫和塞凡湖自然保護區。